# Vytína
Vytína är en ort i Grekland.   Den ligger i prefekturen Arkadien och regionen Peloponnesos, i den södra delen av landet, 140 km väster om huvudstaden Aten. Vytína ligger 1 017 meter över havet och antalet invånare är 906.
Terrängen runt Vytína är lite bergig. Runt Vytína är det glesbefolkat, med 9 invånare per kvadratkilometer. Närmaste större samhälle är Langádhia, 13,6 km väster om Vytína. I omgivningarna runt Vytína växer i huvudsak barrskog.